# Југ
Југ је једна од главних страна света. На картама југ се налази на дну, уколико то није другачије означено и означава се са 180° или 6 сати. Југ је такође врло распрострањено словенско име током раног средњег века.
Југ је један од кардиналних праваца или компасних тачака. Југ је супротан северу и нормално је од истока и запада.

## Етимологија
Енглеска реч south потиче од староенглеског sūþ, од ранијег прото-германског *sunþaz („југ”), могуће је да је то повезано са истим протоиндоевропским кореном одакле је изведена реч sun. Неки језици описују југ на исти начин, од чињенице да је смер сунца у подне (на северној хемисфери), попут латинских meridies „подне, југ“ (од medius ’средина’ + dies ’дан’), од енглеског meridional), док други описују југ као десну страну излазећег сунца, попут библијског хебрејског תֵּימָן teiman ’југ’ од  יָמִין yamin ’десно’, арамејског תַּימנַא тајмна од יָמִין јамин ’десно’ и сиријског ܬܝܡܢܐ тајмна од ܝܡܝܢܐ јамина (отуда и име Јемена, земља на југу/десно од Леванта).

## Навигација
Према конвенцији, доња страна карте је јужна, иако постоје реверзне мапе које непоштују ову конвенцију. Да би се кретало према југу помоћу компаса за навигацију, постави се правац или азимут од 180°. Алтернативно, на северној хемисфери изван тропских крајева, Сунце ће бити приближно на југу у подне.

## Јужни пол
Прави југ је правац према сунчевом крају осе око које се окреће Земља, назван Јужни пол. Јужни пол се налази на Антарктику. Магнетни југ је правац према јужном магнетном полу, на некој удаљености од јужног географског пола.
Роалд Амундсен, из Норвешке, био је прва особа која је стигла до Јужног пола, 14. децембра 1911, након што је Ернест Шеклтон из Велике Британије био приморан да се врати не досегавши до пола.

## Географија
Глобални југ односи се на социјално и економски мање развијену јужну половину света. 95% глобалног севера има довољно хране и склоништа, и функционалан образовни систем. На југу, с друге стране, само 5% становништва има довољно хране и склоништа. На југ „недостаје одговарајућа технологија, нема политичке стабилности, економије су дисаркулисане и њихова девизна зарада зависи од извоза примарних производа“.
Употреба израза „Југ“ такође може да се односи на земљу, посебно у случајевима приметне економске или културне поделе. На пример, Јужне Сједињене Државе, одвојене су од Североисточних Сједињених Држава линијом Мејсон–Дикон, или југ Енглеске, који је политички и економски неупоредив са целим севером Енглеске.
Јужна купа је назив који се користи за најјужнија подручја Јужне Америке која у облику обрнутог „конуса“, готово попут великог полуострва, обухватајући Аргентину, Чиле, Парагвај, Уругвај и читав јужни Бразил (бразилске државе Рио Гранде до Сул, Санта Катарина, Парана и Сао Пауло). Ретко се значење проширује на Боливију, а у најограниченијем смислу обухвата само Чиле, Аргентину и Уругвај.
Земља Јужна Африка је тако названа због свог положаја на јужном врху Африке. По формирању земља је на енглеском добила име Јужноафричка унија, што одражава њено порекло од уједињења четири раније одвојене британске колоније. Аустралија је своје име добила по латинском Terra Australis („Јужна земља“), имену који се од античких времена користио за хипотетички континент на јужној хемисфери.

## Друге употребе
У игри каратама бриџ, један од играча се назива Југ. Југ се удружује са Севером и игра против Истока и Запада.
У грчкој религији, Нотос је био јужни ветар и доносилац олуја крајем лета и током јесени.